# 제1호위대군
제1호위대군(일본어: 第1護衛隊群 다이 이치 고에타이군[*], 영어: JMSDF Escort Flotilla 1)은 가나가와현 요코스카시의 요코스카 기지를 거점으로 둔 해상자위대 호위함대 예하 첫 번째 호위대군이다. 해장보가 지휘한다.

## 역사
1953년 4월 1일 보안청 경찰대의 제1함대군(第一船隊群)으로 창설되었다. 이듬해 7월 1일에 해상자위대의 창설에 따라 자위함대도 창설되면서 제1호위대군으로 개편되었다.
1961년 9월 1일에 창설된 호위함대로 배속 전환되었다. 2008년 3월 26일 예하 호위대가 2개로 줄어들었다.
2015년 3월 25일, DDH-183 이즈모가 제1호위대에 편성되고, DDH-181 휴가는 제3호위대군, 3호위군으로 옮겨졌다.

## 구성
2015년, 일본 헤이세이력 27년 기준으로 현재 헬기모함 1척, 이지스 구축함 2척, 구축함 5척으로 구성되어 있다.
| - DDH-183 이즈모 - DDG-171 하타카제 - DD-101 무라사메 - DD-107 이카즈치 | - DDG-173 곤고 - DD-108 아케보노 - DD-109 아리아케 - DD-115 아키즈키 |